# Klaus-Heiner Lehne
Klaus-Heiner Lehne (ur. 28 października 1957 w Düsseldorfie) – niemiecki polityk i prawnik, poseł do Parlamentu Europejskiego IV, V, VI i VII kadencji, prezes Europejskiego Trybunału Obrachunkowego w latach 2016–2022.

## Życiorys
Studiował prawo, fizykę i filozofię na uniwersytetach w Düsseldorfie, Fryburgu Bryzgowijskim, Kolonii oraz Bonn. W latach 80. zdał państwowe egzaminy prawnicze I i II stopnia.
Od 1984 do 1992 był radnym Düsseldorfu. Następnie przez dwa lata sprawował z ramienia Unii Chrześcijańsko-Demokratycznej mandat posła do Bundestagu.
W 1994 z listy CDU został wybrany deputowanym do Parlamentu Europejskiego. Od tego czasu skutecznie ubiegał się o reelekcję w kolejnych wyborach w 1999, 2004 i 2009. Objął funkcję koordynatora grupy Europejskiej Partii Ludowej w Komisji Prawnej. Złożył mandat w 2014 na kilka miesięcy przed końcem kadencji w związku z powołaniem w skład Europejskiego Trybunału Obrachunkowego. We wrześniu 2016 został wybrany na prezesa tej instytucji, zastępując Vítora Manuela da Silvę Caldeirę. We wrześniu 2019 powołany na drugą trzyletnią kadencję, kończąc pełnienie tej funkcji w 2022.

## Odznaczenia
Odznaczony Krzyżem Oficerskim Orderu Zasługi Rzeczypospolitej Polskiej (2019) oraz Krzyżem Wielkiego Oficera Orderu Gwiazdy Rumunii (2022).